# 奧地利科學院
奧地利科學院是奧地利共和國的國家科學院，也是一個特殊法律實體，旨在促進各領域科學與人文學科的發展，特別是基礎研究領域。根據2009年的世界大學網路排名，奧地利科學院在全世界300個頂尖研究機構中，排名第82位。

## 歷史
1713年，德意志哲學家、數學家哥特佛萊德·萊布尼茲提議設立一座科學院，靈感來自英國皇家學會和法國科學院。但直到1847年5月14日，科學院才以「皇家科學院」（Kaiserliche Akademie der Wissenschaften）之名成立。
創院之後，院內學術風氣很快便蓬勃發展起來。最初發展人文學科，出版了幾本重要的奧地利史料。其後更拓展到自然科學各領域。
1921年，奧地利第一共和國透過聯邦法律，確立科學院為法律保護的國家學術機構。到了1960年代中葉，奧地利科學院已成為該國在大學以外，最重要的學術研究重鎮，引領奧地利學術發展。
奧地利科學院同時也具有學會組織性質，歷屆院士包括克里斯蒂安·都卜勒、西奧多·比勒斯、安東·埃塞爾斯堡、奧托·希特梅爾、愛德華·修斯、路德維希·波茲曼、保羅·克爾茨曼、漢斯·霍斯特·邁耶、羅蘭·紹爾、朱利葉斯·馮·施洛瑟與諾貝爾獎得主朱利葉斯·瓦格納-堯雷格、維克托·赫斯、埃爾溫·薛丁格、康拉德·洛倫茲等人。

## 研究單位

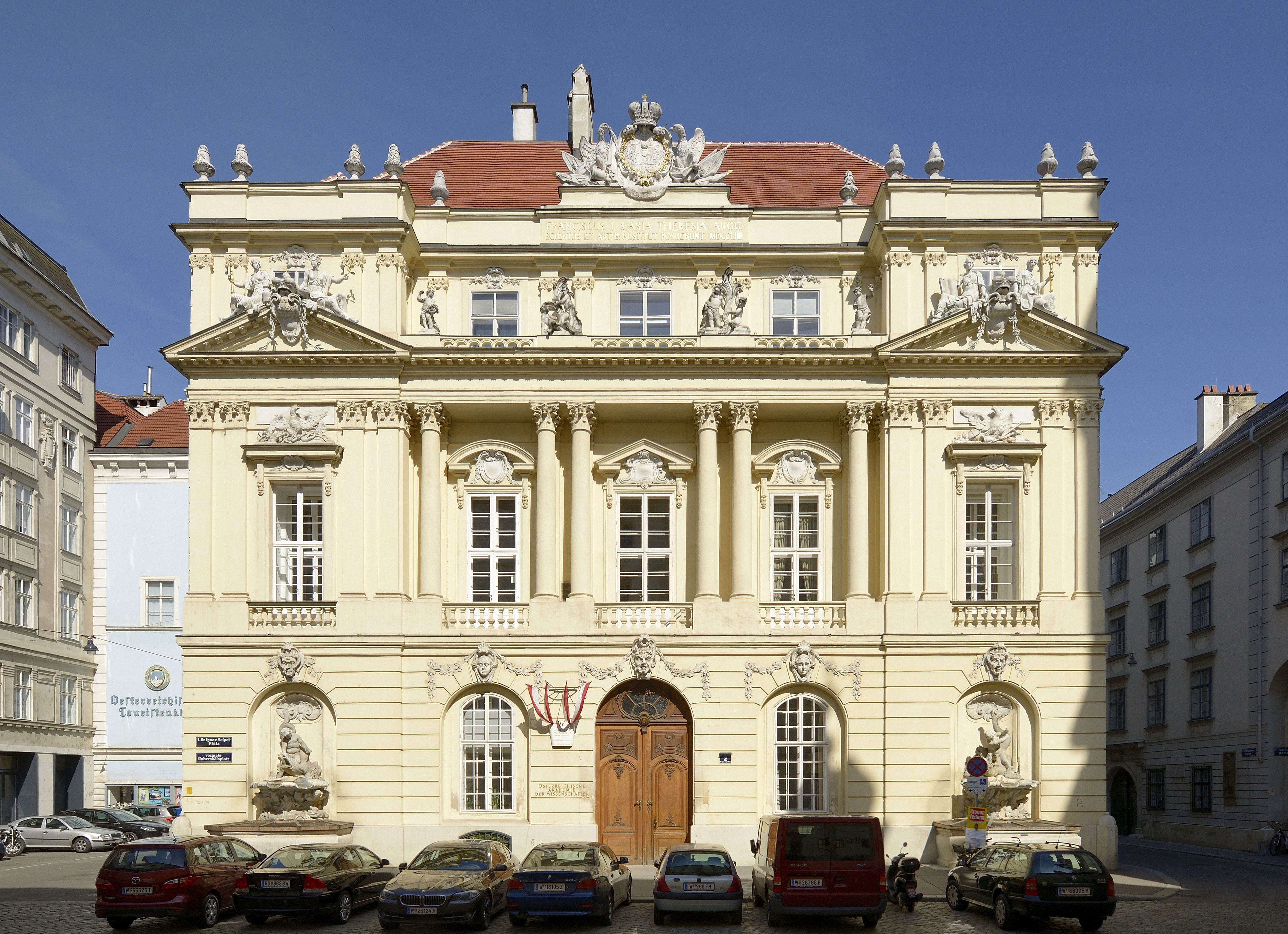
奧地利科學院

奧地利科學院有超過25個研究單位。2012年時曾進行組織改造，合併院外學術資源。奧地利科學院主要可分為兩大學門，即數學和自然科學學門（mathematisch-naturwissenschaftliche Klasse）與人文和社會科學學門（philosophisch-historische Klasse）。
人文和社會科學學門包括古代文化研究所，以卡農頓、以弗所遺跡的挖掘調查著稱；科際山脈研究所則聚焦山脈研究，如eco.mont期刊；此外還有文化與劇場史研究所、維也納人口研究所等機構。
數學和自然科學學門則包括分子生物科技研究所（與百靈佳殷格翰公司有產學合作）、格雷戈爾·孟德爾研究所等。